# Zagórzyce (Łobez)
Zagórzyce (deutsch Saagen, früher Sagen) ist ein Dorf in der polnischen Woiwodschaft Westpommern. Es gehört zur Gmina Łobez (Stadt- und Landgemeinde Labes) im  Powiat Łobeski (Labser  Kreis).

## Geographische Lage
Das Dorf liegt in Hinterpommern, unweit der Lotznitz, etwa dreißig Kilometer südöstlich der Stadt Resko (Regenwalde), neun Kilometer südöstlich der Stadt Łobez (Labes) und drei Kilometer nördlich des Dorfs Zajezierze (Schönwalde).

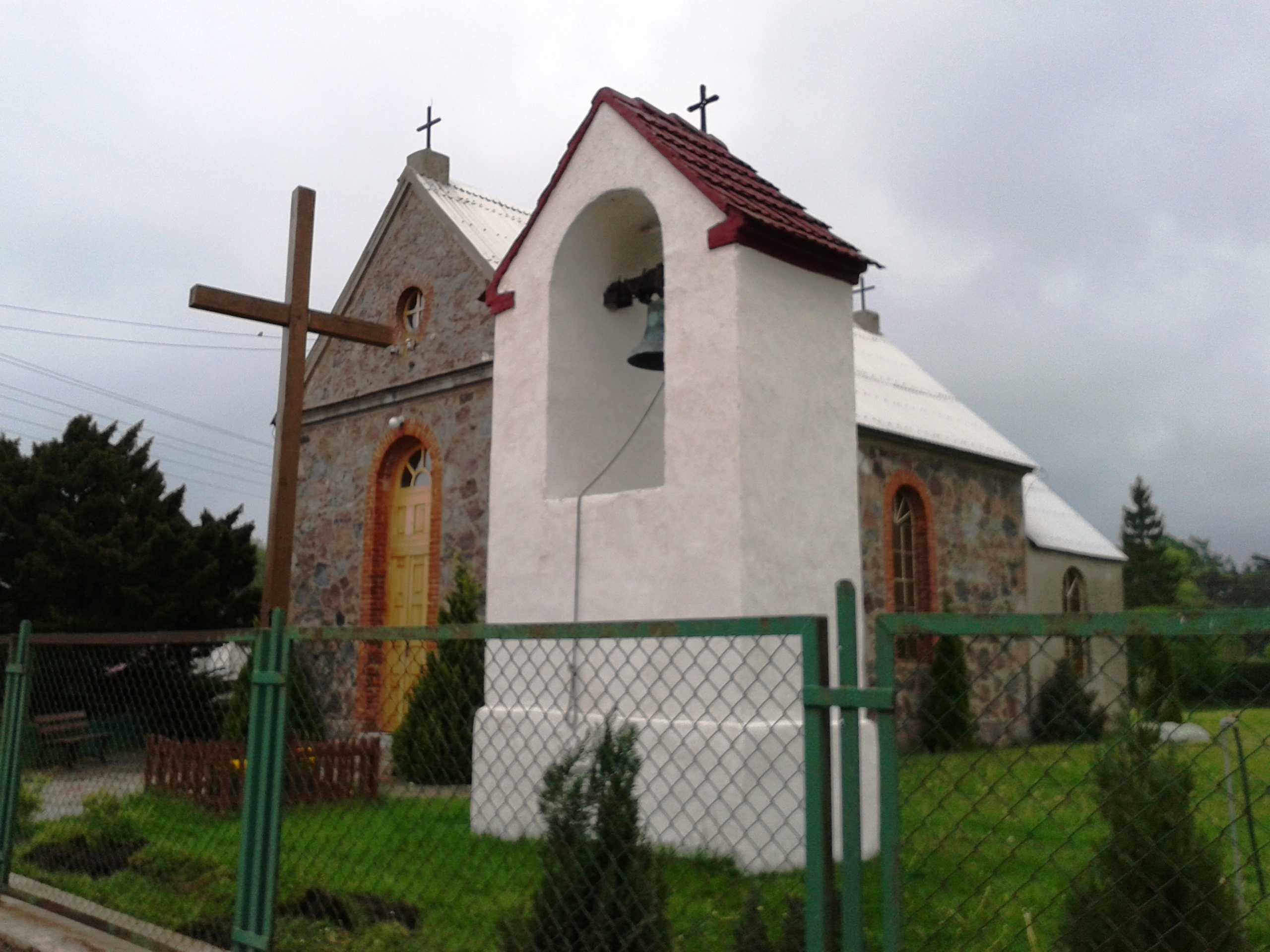
Dorfkirche (2014), bis 1945 Gotteshaus der evangelischen Gemeinde Saagen

## Geschichte
Das adlige Dorf Saagen mit zwei Vorwerken, das große und das kleine Gut genannt, war ehemals ein altes pommersches Lehen der in Hinterpommern alteingeborenen Familie Borcke gewesen, auf dem um 1782 noch eine Witwe von Borck saß.  Das Rittergut, das seit 1776 ein lehnfreies Erb- und Allodialgut war, wurde nach öffentlicher Feilbietung am 7. Juni 1797 für das Meistgebot von 15.205 Talern erblich dem Kgl. Preuß. Amtsrat Johann Daniel Pockrandt zugeschlagen, dem Pächter des Kgl. Amtes Kolberg. Nachdem der Amtsrat am 29. Dezember 1806 in Saagen verstorben war, erbte das Gut zunächst dessen Witwe und nach deren Ableben 1843 dessen Sohn, Gustav Pockrandt, der 1854 als Besitzer verzeichnet ist und noch 1873 Besitzer war.
1884 umfasste das Rittergut Saagen 536  Hektar Land und befand sich weiterhin im Besitz der Familie Pockrandt,  die es auch noch um 1896 besaß, als auch eine Ziegelei dazu gehörte.
Der Gutsbezirk Saagen wurde am 8. Oktober 1901 in die Landgemeinde Saagen eingegliedert.
Die Gemarkung der Landgemeinde Saagen hatte um 1930 eine Flächengröße von 6,8 km². Im Gemeindegebiet standen insgesamt 39 bewohnte Wohnhäuser an zwei verschiedenen Wohnstätten:
1. Pockrandsau
2. Saagen

Im Jahr 1945 gehörte das Dorf Saagen zum Kreis Regenwalde im Regierungsbezirk Köslin der preußischen Provinz Pommern des Deutschen Reichs. Saagen war dem Amtsbezirk Schönwalde zugeordnet.
Gegen Ende des Zweiten Weltkriegs wurde die Region im Frühjahr 1945 von der Roten Armee besetzt. Nach Beendigung der Kampfhandlungen wurde Saagen zusammen mit ganz Hinterpommern seitens der sowjetischen Besatzungsmacht der Volksrepublik Polen zur Verwaltung überlassen. Danach begann die Zuwanderung von Polen. Das Dorf Saagen wurde unter der polonisierten Ortsbezeichnung ‚Zagórzyce‘ verwaltet. In der Folgezeit wurde die einheimische Bevölkerung von der polnischen Administration aus Saagen und dem Kreisgebiet vertrieben.

### Demographie
| Jahr | Einwohner | Anmerkungen                                                                                               |
| ---- | --------- | --- |
| 1782 | –         | adliges Dorf mit zwei Vorwerken, einer Filialkirche von Schönwalde und zwölf Feuerstellen (Haushaltungen) |
| 1818 | 101       | Dorf, adlige Besitzung                                                                                    |
| 1852 | 179       | Dorf |
| 1864 | 195       | am 3. Dezember, im Gemeindebezirk und Gutsbezirk zusammen                                                 |
| 1867 | 191       | am 3. Dezember, davon 43 im Dorf und 148 im Gutsbezirk                                                    |
| 1871 | 177       | am 1. Dezember, davon 33 im Dorf (sämtlich Evangelische) und 144 im Gutsbezirk (sämtlich Evangelische)    |
| 1885 | 162       | am 1. Dezember, davon 37 im Dorf (sämtlich Evangelische) und 125 im Gutsbezirk (sämtlich Evangelische)    |
| 1895 | –         | 132 Einwohner im Gutsbezirk                                                                               |
| 1910 | 230       | am 1. Dezember                                                                                            |
| 1925 | 250       | darunter 243 Evangelische und sieben Katholiken                                                           |
| 1933 | 248       | [ 16 ] |
| 1939 | 233       | [ 16 ] |